# Шівіні

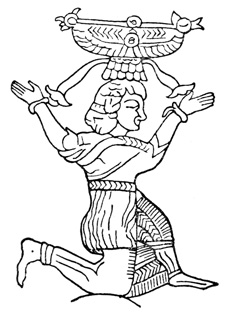
Зображення бога Шівіні, малюнок змальовано з залізного урартського бронзового пояса, Історичний музей Вірменії

Шівіні (урарт. DUTU) — урартский бог Сонця, третій за значимістю бог урартського пантеону, слідом за верховним богом Халді та богом грози і війни Тейшебою. Дружиною бога Шівіні вважалася богиня Тушпуеа, його символом як правило був крилатий диск.
Більшість елементів урартської релігії було запозичено в Месопотамії, і бог Шівіні був урартським аналогом ассирійського бога Шамаша й навіть позначався в урартському клинописі тією самою ідеограмою. За поширеним припущенням столиця урартської держави, Тушпа, ймовірно була культовим місцем бога Шівіні. Згідно з урартськими клинописними текстам жертвопринесення для бога Шівіні мало становити 4 бики і 8 овець.